# Zezils verden
Zezils verden er en portrætfilm fra 2005, der er instrueret af Cathrine Marchen Asmussen efter eget manuskript.

## Handling
Cecilie er 15 år gammel og går i 9. klasse på en af de såkaldt sorte skoler i København. Hun er som dansker i mindretal, så hun er den fremmede. Før i tiden var hun et nul, nu er hun blevet bedste ven med klassens arabiske dronninger Tanja og Mia. Men en dag kommer der noget imellem dem ...